# Striamea
Genre
Striamea est un genre d'araignées mygalomorphes de la famille des Dipluridae.

## Distribution
Les espèces de ce genre sont endémiques de Colombie.

## Liste des espèces
Selon World Spider Catalog (version 26, 12/04/2025) :
- Striamea gertschi Raven, 1981
- Striamea kimbanai Rodríguez-Castro, Rodríguez & Delgado-Santa, 2025
- Striamea magna Raven, 1981

## Systématique et taxinomie
Ce genre a été décrit par Raven en 1981 dans les Dipluridae.

## Publication originale
- Raven, 1981 : « Three new mygalomorph spiders (Dipluridae, Masteriinae) from Colombia. » Bulletin of the American Museum of Natural History, vol. 170, p. 57-63 (texte intégral).